# 四条町 (名古屋市)
四条町（しじょうちょう）は、愛知県名古屋市南区の地名。1丁目から4丁目が存在した。住居表示未実施地域。

## 地理
名古屋市南区西部に位置する。

### 学区
- 高等学校 - 尾張学区
- 中学校 - 名古屋市立明豊中学校
- 小学校 - 名古屋市立明治小学校[3]

### 人口
国勢調査による人口の推移
| 1950年（昭和25年） | 960人  |  |
| 1955年（昭和30年） | 1445人 |  |
| 1960年（昭和35年） | 1936人 |  |
| 1965年（昭和40年） | 2111人 |  |
| 1970年（昭和45年） | 2600人 |  |
| 1975年（昭和50年） | 2385人 |  |
| 1980年（昭和55年） | 2152人 |  |
| 1985年（昭和60年） | 1855人 |  |

## 歴史

### 沿革
- 1946年（昭和21年）4月10日 - 南区豊田町の一部により、同区四条町として成立[1]。
- 1985年（昭和60年）11月3日 - 大部分が三条二丁目の一部に編入され、道路に一部が残された[1]。

### WEB
1. ↑  総務省総合通信基盤局電気通信事業部電気通信技術システム課番号企画室 (2014年4月3日). “市外局番の一覧” (PDF).   総務省. p. 7. 2015年5月23日閲覧。
2. ↑  “管轄区域”.   愛知県自動車会議所. 2021年9月23日閲覧。
3. ↑  名古屋市役所市民経済局地域振興部住民課町名表示係 (2014年1月24日). “南区の町名一覧”.   名古屋市. 2015年7月25日閲覧。

### 書籍
1. 1 2 3  名古屋市計画局 1992, p. 848.
2. ↑  「角川日本地名大辞典」編纂委員会 1989, p. 1540.
3. 1 2 3  名古屋市総務局統計課 1986, p. 107.
4. 1 2  名古屋市総務局企画室統計課 1957, p. 90.
5. 1 2  名古屋市総務局企画部統計課 1967, p. 83.
6. 1 2  名古屋市総務局統計課 1977, p. 58.

### 統計資料
- 名古屋市総務局企画室統計課 編『昭和31年版 名古屋市統計年鑑』名古屋市、1957年。
- 名古屋市総務局企画部統計課 編『昭和41年版 名古屋市統計年鑑』名古屋市、1967年。
- 名古屋市総務局統計課 編『昭和51年版 名古屋市統計年鑑』名古屋市、1977年。
- 名古屋市総務局統計課 編『昭和60年国勢調査 名古屋の町・丁目別人口（昭和60年10月1日現在）』名古屋市役所、1986年。